# Buševo
Buševo är en ort i Bosnien och Hercegovina.   Den ligger i entiteten Federationen Bosnien och Hercegovina, i den centrala delen av landet, 50 km nordost om huvudstaden Sarajevo. Buševo ligger 721 meter över havet och antalet invånare är 144.
Terrängen runt Buševo är kuperad. Närmaste större samhälle är Kladanj, 1,1 km sydost om Buševo. 
I omgivningarna runt Buševo växer i huvudsak blandskog. Runt Buševo är det ganska tätbefolkat, med 90 invånare per kvadratkilometer.